# 卡拉諾河
13°36′34″N 39°23′10″E / 13.6094°N 39.3861°E

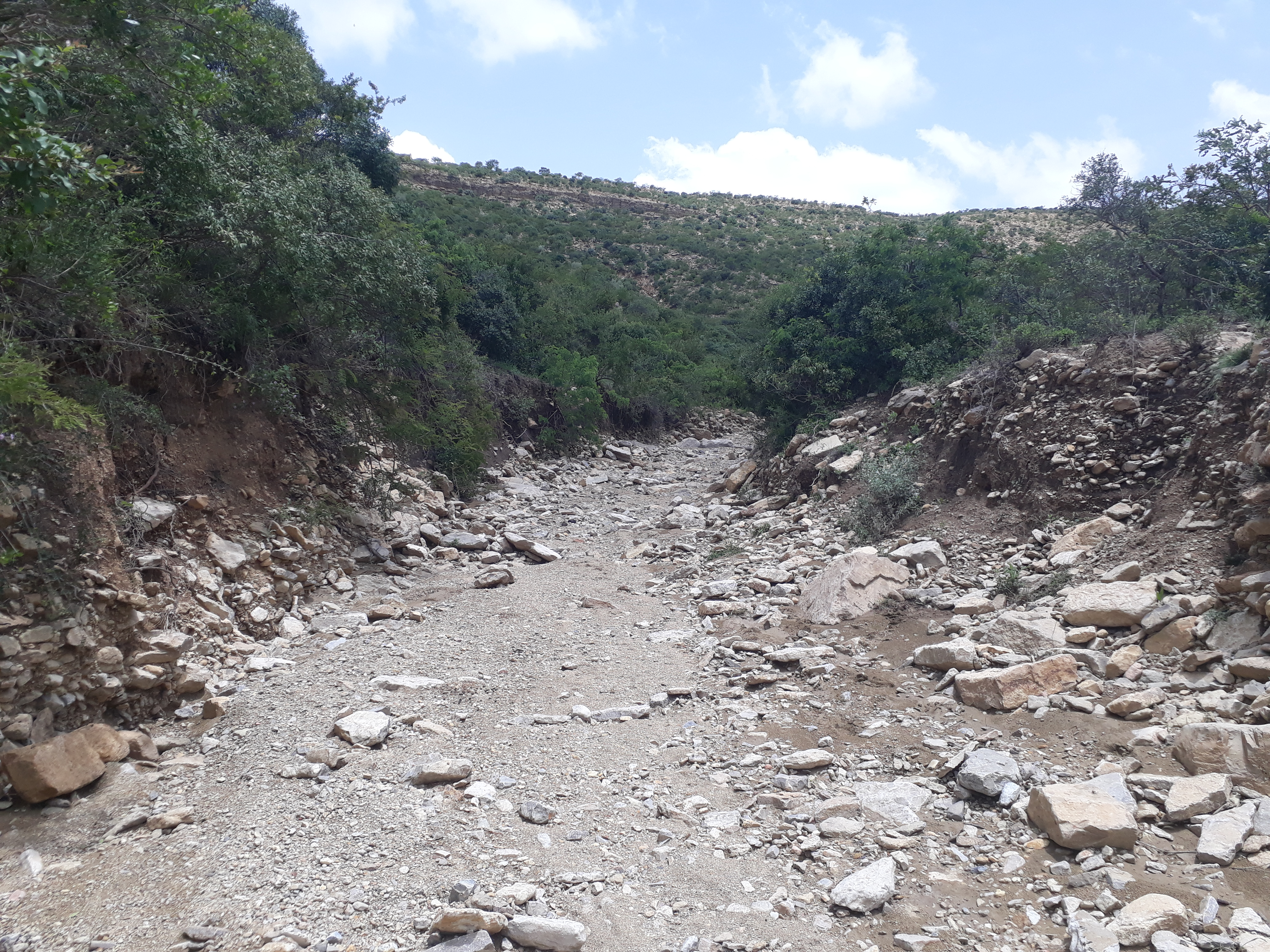

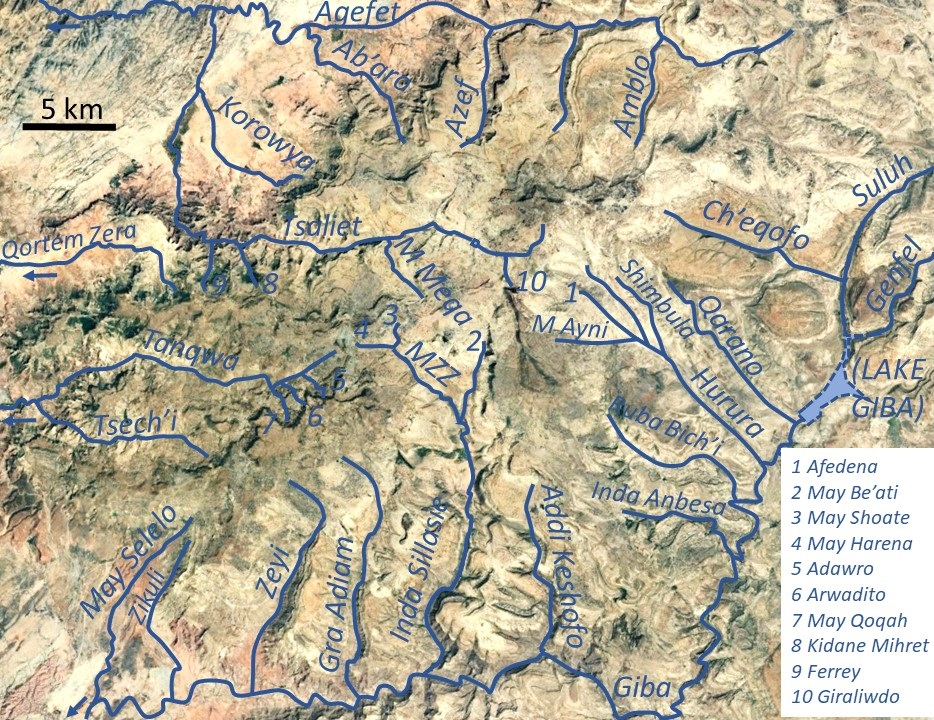

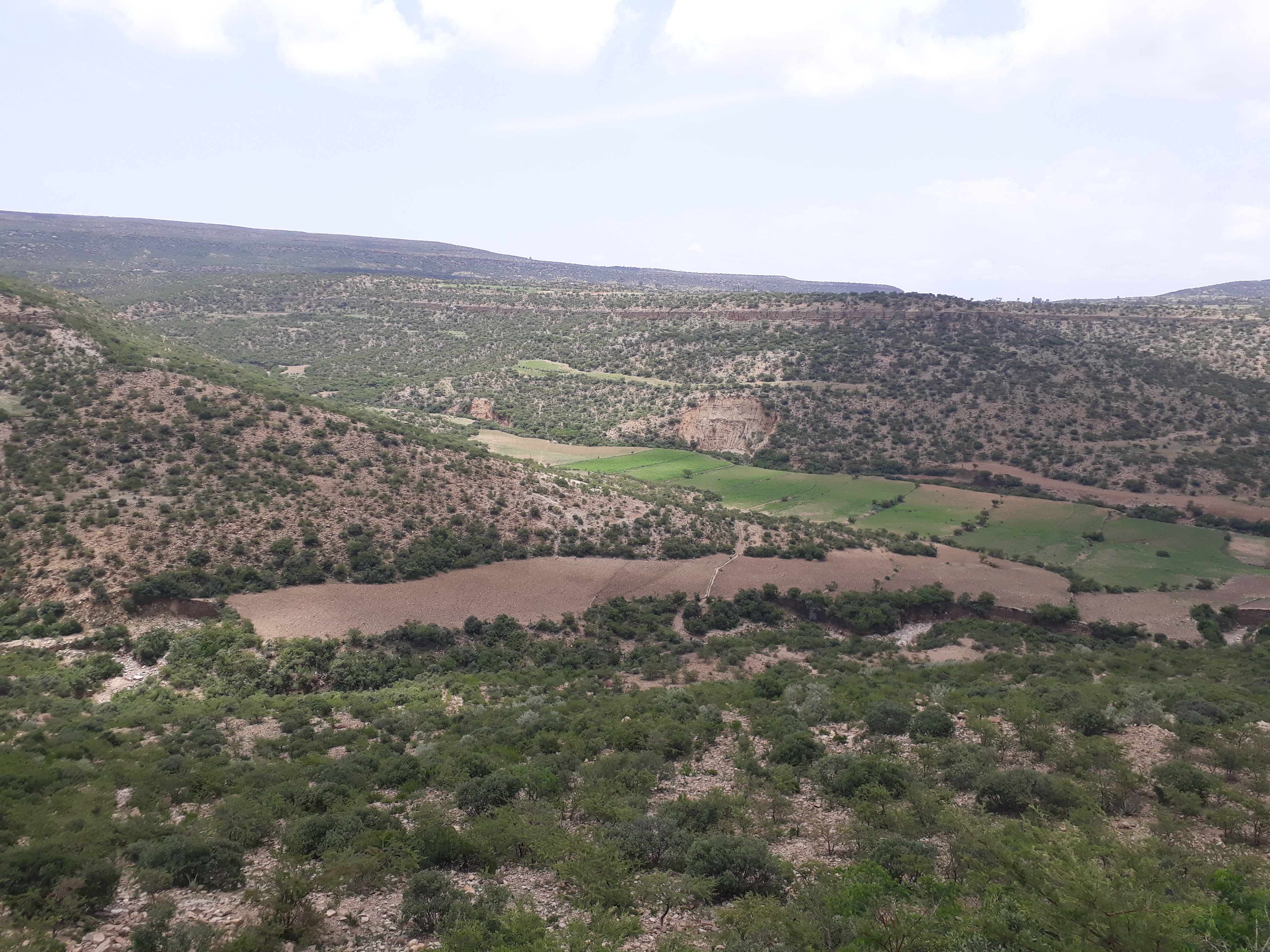

卡拉諾河是埃塞俄比亞的河流，位於該國北部，處於提格雷州，屬於尼羅河流域的一部分，河道全長15.2公里，河床上的巨石和鵝卵石可能來自流域上游。